# 1906 au Maroc
Chronologie du Maroc
- 1902
- 1903
- 1904
- 1905
- 1906
- 1907
- 1908
- 1909
- 1910

Cet article présente les faits marquants de l'année 1906 au Maroc ou relatifs au Maroc.

## Événements

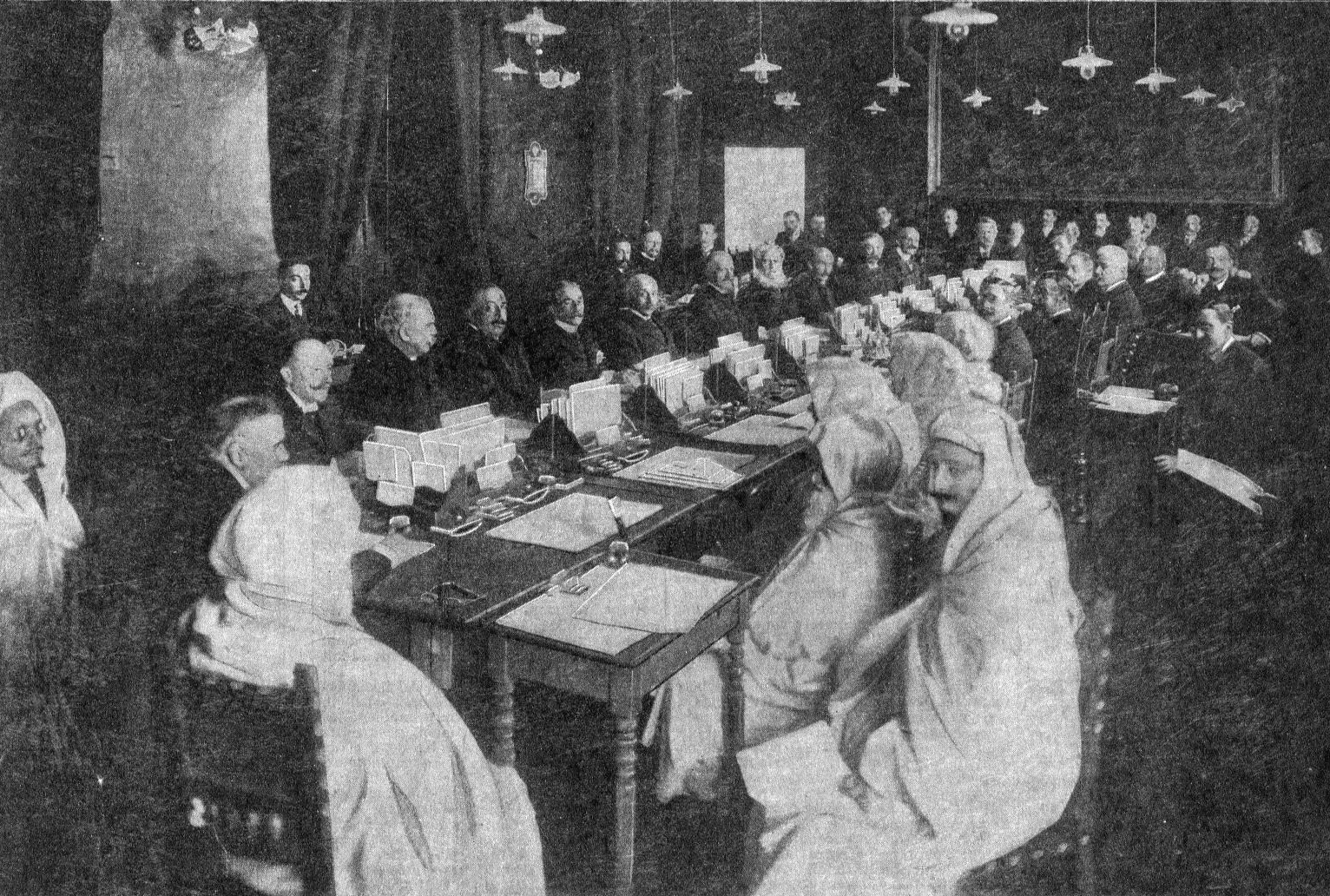
Conférence d'Algésiras.

- 16 janvier-7 avril : Conférence d'Algésiras qui met fin à la crise de Tanger en réglant les droits sur le Maroc entre la France, l’Espagne, le Royaume-Uni et l’Allemagne. L’indépendance du sultan et l’intégrité du Maroc sont garanties, l’empire chérifien reste ouvert aux entreprises de toutes les nations. La France et le Maroc sont chargés de la police des ports marocains. La surveillance des frontières avec l’Algérie, l’encadrement de la police marocaine et la présidence de la Banque centrale sont confiées à la France.
- Création d'un Service des remontes et haras, avec deux jumenteries à Témara et Meknès et un dépôt d'étalons à Mazagan[1].

## Naissances en 1906
- 27 mars : Abdelmalek Faraj, médecin et homme politique, mort le 10 juillet 1971.
- 11 décembre : Mohamed El-Mekki Naciri, écrivain et homme politique, mort le 10 mai 1994.
- Date précise non renseignée ou inconnue :
  - Moulay Driss Kandoussi, militant nationaliste, mort le 12 octobre 1993.
  - Ahmed Maâninou, journaliste et militant politique nationaliste, mort le 11 mai 2003.

## Décès en 1906
- 13 juin : Hajj Mohammed Mesfewi, tueur en série.
- Date précise non renseignée ou inconnue :
  - Abdellah Benkhadra, juriste et poète, né en 1844.